# FK Vrbanjuša Sarajevo
FK Vrbanjuša je bosanskohercegovački nogometni klub iz Sarajeva.

## Povijest
Klub je osnovan 1967. godine. U sezoni 2000./01. igrali su u Prvoj ligi FBiH i iste sezone ispali kao jedanaesta momčad lige. Vrbanjuša je tih godina svoje utakmice igrala u Visokom pa se ponegdje ime kluba navodi kao FK Vrbanjuša Visoko.

## Poznati igrači i treneri
- Alija Hadžiosmanović
- Predrag Šimić[4]
- Almir Turković[5]